# 重喜
重喜（じゅうき、生年不詳 - 1276年頃）は、元の軍人。束呂乣氏。

## 経歴
脱察剌の子として生まれた。憲宗9年（1259年）、父の下で南征に従い、左足に流れ矢を受けながら奮戦し、クビライの賞賛を受けた。父が死去すると、父の職を嗣いだ。
中統3年（1262年）、李璮の乱を征討して功績を挙げた。中統4年（1263年）、兵を率いて莒州に駐屯した。至元2年（1265年）、十字路城を築くよう命じられ、防備にあたった。軍を率いて南方をめぐり、遊撃軍として活躍した。至元4年（1267年）、抄不花の下で泗州を攻撃し、蔡千戸を宋軍の包囲から救出した。至元5年（1268年）、入朝してクビライの賞賜を受けた。正陽城を修築した。
至元11年（1274年）、宋軍が正陽を包囲すると、重喜は元軍の本隊と合流して宋軍を撃破した。至元12年（1275年）、漣海諸城の平定に従い、宋将の李提轄を撃破して、瓜洲に駐屯した。至元13年（1276年）夏6月、宋の都統の姜才が進攻してくると、これを迎え撃ってしりぞけた。秋7月、宋将の李庭芝を泰州で攻撃し、昭勇大将軍・婺州路総管府達魯花赤に進み、死去した。
子の慶孫が後を嗣いだ。

## 伝記資料
- 『元史』巻123 列伝第10
- 『元史』巻133 列伝第20